# 卡哈特
卡哈特（英語：Carhartt）是一家成立於1889年的美國服裝公司。 Carhartt 以工作服聞名，如夾克、外套、工作服、背心、襯衫、牛仔褲、工裝褲、防火服和狩獵服。卡哈特仍是一家家族企业，由创始人哈密尔顿·卡哈特（Hamilton Carhartt）的后代拥有，總部位於密西根州迪爾伯恩。

## 历史
卡哈特公司成立于1889年，由哈密尔顿·卡哈特在密歇根州底特律创立，旨在为体力劳动者生产工作服。该公司最初只有两台缝纫机和五名员工。 Carhartt 的首个口号是“诚实的价格，诚实的报酬”（英語：Honest value for an honest dollar）。在1890年代，卡哈特公司开始重点扩张业务，并开始为铁路工人提供强而有力、持久的工作服。为了确保产品质量，卡哈特公司与当地铁路工人密切合作，并经常收集他们的反馈意见来完善产品设计。20年后，卡哈特公司已经将工厂扩展到了其他八个城市，包括英国和加拿大地区。然而，在大萧条期间，卡哈特公司面临着恶劣的经济环境，导致销售下降。为了应对这一挑战，卡哈特公司不得不缩减业务规模，以维持生存。在第二次世界大战期间，卡哈特公司再次复苏。由于战争带来了巨大的需求，卡哈特公司重新拥有了充足的生产能力，并且还与政府合作，为军队提供大量的工作服。
卡哈特服装拥有多种独特的特点，旨在延长其耐用性。其中，采用结实的线与在负荷点加强铆钉，有助于增强服装的抗拉强度，从而延长产品寿命。此外，卡哈特还采用各种耐火、耐磨、防污、防水的高科技材料，使服装能够更好地抵抗各种恶劣的环境条件。由于这些特点，卡哈特服装在工业界、农业界、建筑界等行业中都深受欢迎。工人们可以依靠卡哈特的产品，在严苛的工作环境中安心工作，而无需担心服装的耐用性。
在20世纪90年代初，卡哈特的销售额达到了9200万美元，并且每年销售的夹克数量超过200万件。自此以后，卡哈特公司的业务不断扩大，并开始向更多地区提供产品。截至2013年，卡哈特的年销售额已经达到了6亿美元。

## 产品

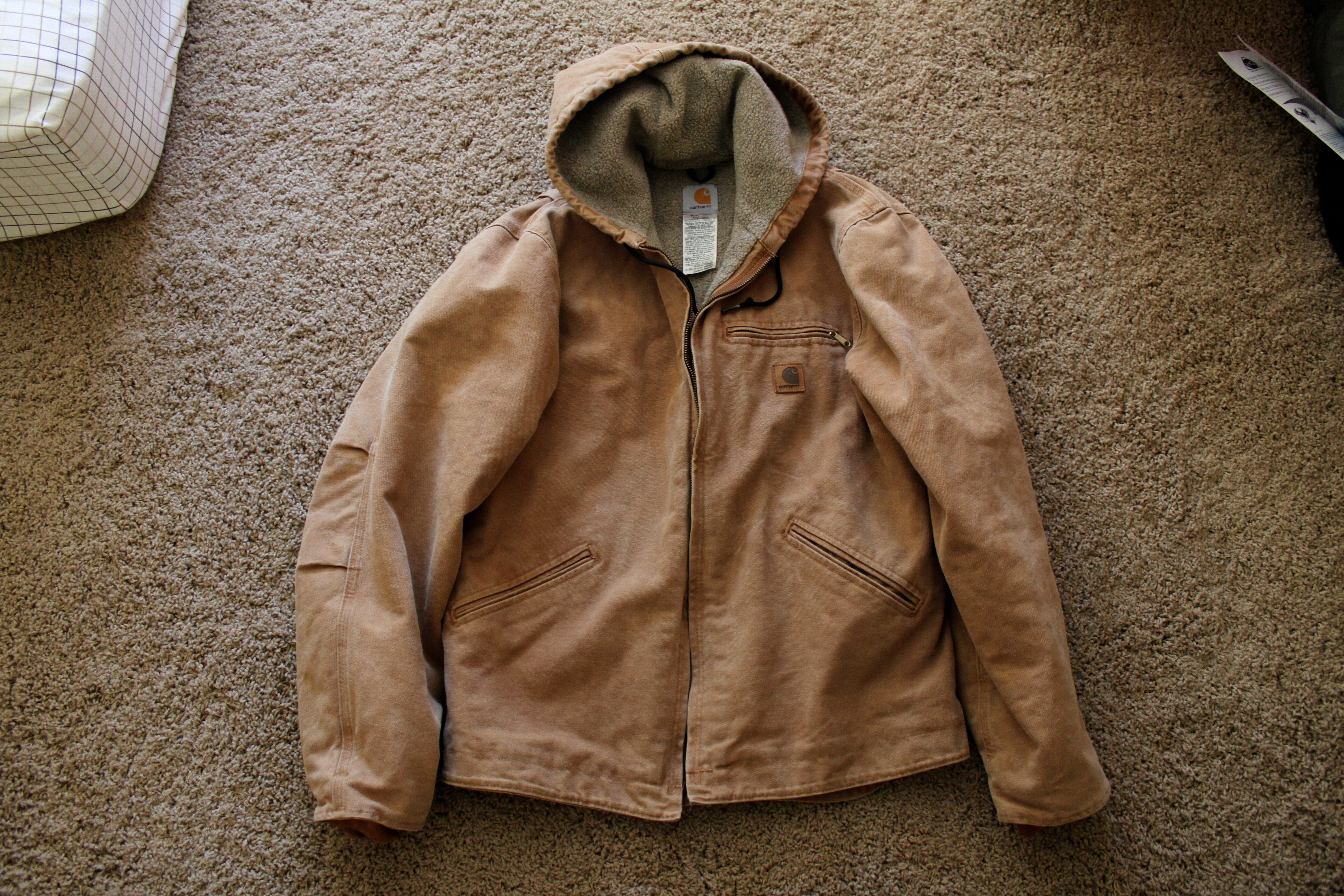
一件卡哈特夹克

卡哈特以其宽松、防风、防打结、结实的工作夹克而闻名。这种夹克深受建筑工人、矿工、农民、猎人和户外人士的欢迎。卡哈特也成功地将其产品拓展到一般的街头服装领域。卡哈特的夹克款式简单，颜色较温和，如芥末黄、卡其色和海军蓝。它们通常是腰长或膝盖长。大多数夹克都由相对较硬的12盎司棉帆布制成，并采用三重缝线缝制。卡哈特还生产与夹克颜色和材质相配的工装裤。
2007年，该公司在秋季推出了Carhartt for Women系列的女式工作服。

### 联名
2013年的联名包括亚当·基梅尔（Adam Kimmel）与卡哈特的联名系列，以及A.P.C.与卡哈特的联名系列。两个系列都由知名时尚设计师亚当·基梅尔（Adam Kimmel）和让·图伊托（Jean Touitou）设计，并受到广泛赞誉。这些联名系列结合了卡哈特一贯的耐穿性与时尚设计师的创新理念，推出了多款服装和配饰，在当时的时尚界引起了广泛关注。
2014年，卡哈特与密歇根州的啤酒厂New Holland Brewing合作推出了一款名为“Carhartt Woodsman”的工匠啤酒。它不仅受到了啤酒爱好者的欢迎，也吸引了许多卡哈特粉丝品尝。

## WIP支线
1989年，专门设计牛仔裤的瑞士夫妇埃德温和萨洛梅·法伊（Edwin and Salomée Faeh）来到美国，讨论了在欧洲代理卡哈特的事宜。当时，卡哈特公司正庆祝其成立100周年。一开始，埃德温和萨洛梅·法伊销售卡哈特的正宗工装，并于1994年获准创立自己的支线品牌Carhartt Work in Progress，简称WIP。WIP是卡哈特品牌的街头风格版本，常被人与Stüssy或Supreme等知名品牌相提并论。作为卡哈特的街头版，WIP的产品通常更注重时尚感，提供更多元化的服装选择，并受到年轻消费者的欢迎。目前，WIP已成为卡哈特旗下的重要品牌，在欧洲多个国家和地区均有销售。
该品牌常常与其他品牌合作，以增强品牌形象和提升产品线。例如，它与A Bathing Ape合作推出了迷彩帽衫和夹克的系列。WIP的创始人策略是沉浸在他们感兴趣的亚文化中，并在其中进行营销活动。这些文化包括涂鸦、杂志、滑板、嘻哈和BMX车队，使品牌具有独特的个性和潮流感。卡哈特WIP的产品在欧洲、亚洲、澳大利亚和美国等地区都很受欢迎，在这些地区都有许多专卖店。欧洲的主要市场包括柏林、伦敦、巴塞罗那和马德里，而美国的主要市场则是纽约市和洛杉矶。
2011年8月英国骚乱期间，卡哈特WIP在伦敦北部哈克尼的专卖店遭到洗劫，价值数千英镑的存货被盗。为了回应这一事件，卡哈特WIP推出了一款印有门店门口洗劫照片的T恤。虽然这场洗劫造成了巨大损失，但卡哈特WIP并没有因此而放弃对伦敦市场的扩张计划。相反，该品牌继续在伦敦及周边地区开设更多门店，维护其在欧洲市场的领先地位。

## 外部連結
- 官方网站